# Aiko
Aiko (estilizado como aiko, nome de nascimento: Aiko Yanai (柳井愛子, Yanai Aiko)) é uma cantora de j-pop, compositora e vocalista japonesa.

## Carreira musical
Em abril de 1996, Aiko tornou-se uma apresentadora de rádio FM Osaka depois de se formar na faculdade. Lançou um CD que ela produziu independentemente, com seus amigos do colégio, em agosto. Participou de "The 5th Music Quest Japan Final" em agosto de 2010, e foi agraciada com o Prêmio de Excelência, dividindo o prêmio com o Ringo Shiina. Lançou um EP em um selo independente em 1997, seguido por um single e um mini-álbum em 1998.
Em julho de 1998, Aiko estreou em uma grande gravadora com seu primeiro single, "Ashita", que foi usado como tema para o filme Shinsei Toire no Hanako-san.
Em 2000, seu segundo álbum, Sakura no Ki no Shita, alcançou o número um nas paradas semanais da Oricon, com o total de 1,4 milhões de cópias vendidas. Seu sexto single, "Boyfriend", vendeu mais de 500 000 cópias e se tornou seu single mais vendido do CD. Ela fez sua primeira participação em 2000 de Kōhaku Uta Gassen do NHK.